# Tarenna attenuata
Tarenna attenuata là một loài thực vật có hoa trong họ Thiến thảo. Loài này được (Voigt) Hutch. miêu tả khoa học đầu tiên năm 1916.